# Kvalserien till Elitserien i ishockey 2013
Kvalserien till Elitserien i ishockey 2013 inleddes 14 mars och avslutades 5 april 2013. Den bestod av sex lag och spelades som en serie över tio omgångar där varje lag möttes en gång hemma och en gång borta. Kvalificerade för kvalserien var de två sämst placerade lagen i Elitserien, de tre bäst placerade lagen i Hockeyallsvenskan, samt det vinnande laget från Playoffserien.
Örebro HK och Leksands IF kvalificerade sig för Svenska Hockeyligan. Leksand hade åkt ur Elitserien 2006.
Elitserielagen Timrå IK och Rögle BK fick inrikta sig på spel i Hockeyallsvenskan inför säsongen 2013/2014.

## Kvalificerade lag
Från Elitserien (lag 11-12)
- Timrå IK
- Rögle BK

Från Hockeyallsvenskan (lag 1-3)
- Leksands IF
- Södertälje SK
- VIK Västerås HK

Från Playoffserien
- Örebro HK

## Tabell
| Nr | Lag             | S  | V | ÖV | ÖF | F | GM | IM | MS  | P  |
| -- | --------------- | -- | - | -- | -- | - | -- | -- | --- | -- |
| 1  | Örebro HK       | 10 | 6 | 2  | 2  | 0 | 29 | 16 | +13 | 24 |
| 2  | Leksands IF     | 10 | 7 | 0  | 1  | 2 | 36 | 19 | +17 | 22 |
| 3  | Timrå IK        | 10 | 4 | 2  | 1  | 3 | 30 | 30 | 0   | 17 |
| 4  | VIK Västerås HK | 10 | 3 | 1  | 1  | 5 | 19 | 23 | −4  | 12 |
| 5  | Rögle BK        | 10 | 2 | 1  | 0  | 7 | 18 | 27 | −9  | 8  |
| 6  | Södertälje SK   | 10 | 2 | 0  | 1  | 7 | 16 | 33 | −17 | 7  |

Tabelldata är hämtade från Svenska Ishockeyförbundet.

## Spelschema
Omgång 1
| 1     | 14 mars 2013 | Timrå IK                               | 3–2 (e.str.)                           | Örebro HK                              | Eon Arena                                                      |                                                                |
| 19:00 | 19:00        | (0–0, 0–1, 2–1, 0–0, 1–0) Matchrapport | (0–0, 0–1, 2–1, 0–0, 1–0) Matchrapport | (0–0, 0–1, 2–1, 0–0, 1–0) Matchrapport | Timrå Publik: 4 377 Domare: Christoffer Karlsson, Linus Öhlund | Timrå Publik: 4 377 Domare: Christoffer Karlsson, Linus Öhlund |
| 19:00 | 19:00        |                                        |                                        |                                        | Timrå Publik: 4 377 Domare: Christoffer Karlsson, Linus Öhlund | Timrå Publik: 4 377 Domare: Christoffer Karlsson, Linus Öhlund |
| 19:00 | 19:00        |                                        |                                        |                                        | Timrå Publik: 4 377 Domare: Christoffer Karlsson, Linus Öhlund | Timrå Publik: 4 377 Domare: Christoffer Karlsson, Linus Öhlund |
| 19:00 | 19:00        |                                        |                                        |                                        | Timrå Publik: 4 377 Domare: Christoffer Karlsson, Linus Öhlund | Timrå Publik: 4 377 Domare: Christoffer Karlsson, Linus Öhlund |
| 19:00 | 19:00        |                                        |                                        |                                        | Timrå Publik: 4 377 Domare: Christoffer Karlsson, Linus Öhlund | Timrå Publik: 4 377 Domare: Christoffer Karlsson, Linus Öhlund |
| 19:00 | 19:00        |                                        |                                        |                                        | Timrå Publik: 4 377 Domare: Christoffer Karlsson, Linus Öhlund | Timrå Publik: 4 377 Domare: Christoffer Karlsson, Linus Öhlund |

| 1     | 14 mars 2013 | Rögle BK                     | 2–3                          | VIK Västerås HK              | Lindab Arena                                                  |                                                               |
| 19:00 | 19:00        | (1–1, 1–1, 0–1) Matchrapport | (1–1, 1–1, 0–1) Matchrapport | (1–1, 1–1, 0–1) Matchrapport | Ängelholm Publik: 3 752 Domare: Mikael Andersson, Mikael Holm | Ängelholm Publik: 3 752 Domare: Mikael Andersson, Mikael Holm |
| 19:00 | 19:00        |                              |                              |                              | Ängelholm Publik: 3 752 Domare: Mikael Andersson, Mikael Holm | Ängelholm Publik: 3 752 Domare: Mikael Andersson, Mikael Holm |
| 19:00 | 19:00        |                              |                              |                              | Ängelholm Publik: 3 752 Domare: Mikael Andersson, Mikael Holm | Ängelholm Publik: 3 752 Domare: Mikael Andersson, Mikael Holm |
| 19:00 | 19:00        |                              |                              |                              | Ängelholm Publik: 3 752 Domare: Mikael Andersson, Mikael Holm | Ängelholm Publik: 3 752 Domare: Mikael Andersson, Mikael Holm |
| 19:00 | 19:00        |                              |                              |                              | Ängelholm Publik: 3 752 Domare: Mikael Andersson, Mikael Holm | Ängelholm Publik: 3 752 Domare: Mikael Andersson, Mikael Holm |
| 19:00 | 19:00        |                              |                              |                              | Ängelholm Publik: 3 752 Domare: Mikael Andersson, Mikael Holm | Ängelholm Publik: 3 752 Domare: Mikael Andersson, Mikael Holm |

| 1     | 14 mars 2013 | Leksands IF                  | 3–1                          | Södertälje SK                | Tegera Arena                                                    |                                                                 |
| 19:00 | 19:00        | (2–0, 1–1, 0–0) Matchrapport | (2–0, 1–1, 0–0) Matchrapport | (2–0, 1–1, 0–0) Matchrapport | Leksand Publik: 6 772 Domare: Pehr Claesson, Andreas Harnebring | Leksand Publik: 6 772 Domare: Pehr Claesson, Andreas Harnebring |
| 19:00 | 19:00        |                              |                              |                              | Leksand Publik: 6 772 Domare: Pehr Claesson, Andreas Harnebring | Leksand Publik: 6 772 Domare: Pehr Claesson, Andreas Harnebring |
| 19:00 | 19:00        |                              |                              |                              | Leksand Publik: 6 772 Domare: Pehr Claesson, Andreas Harnebring | Leksand Publik: 6 772 Domare: Pehr Claesson, Andreas Harnebring |
| 19:00 | 19:00        |                              |                              |                              | Leksand Publik: 6 772 Domare: Pehr Claesson, Andreas Harnebring | Leksand Publik: 6 772 Domare: Pehr Claesson, Andreas Harnebring |
| 19:00 | 19:00        |                              |                              |                              | Leksand Publik: 6 772 Domare: Pehr Claesson, Andreas Harnebring | Leksand Publik: 6 772 Domare: Pehr Claesson, Andreas Harnebring |
| 19:00 | 19:00        |                              |                              |                              | Leksand Publik: 6 772 Domare: Pehr Claesson, Andreas Harnebring | Leksand Publik: 6 772 Domare: Pehr Claesson, Andreas Harnebring |

Omgång 2
| 2     | 16 mars 2013 | Södertälje SK                | 1–4                          | Rögle BK                     | AXA Sports Center                                                    |                                                                      |
| 16:00 | 16:00        | (0–0, 1–1, 0–3) Matchrapport | (0–0, 1–1, 0–3) Matchrapport | (0–0, 1–1, 0–3) Matchrapport | Södertälje Publik: 4 582 Domare: Christoffer Karlsson, David Bergman | Södertälje Publik: 4 582 Domare: Christoffer Karlsson, David Bergman |
| 16:00 | 16:00        |                              |                              |                              | Södertälje Publik: 4 582 Domare: Christoffer Karlsson, David Bergman | Södertälje Publik: 4 582 Domare: Christoffer Karlsson, David Bergman |
| 16:00 | 16:00        |                              |                              |                              | Södertälje Publik: 4 582 Domare: Christoffer Karlsson, David Bergman | Södertälje Publik: 4 582 Domare: Christoffer Karlsson, David Bergman |
| 16:00 | 16:00        |                              |                              |                              | Södertälje Publik: 4 582 Domare: Christoffer Karlsson, David Bergman | Södertälje Publik: 4 582 Domare: Christoffer Karlsson, David Bergman |
| 16:00 | 16:00        |                              |                              |                              | Södertälje Publik: 4 582 Domare: Christoffer Karlsson, David Bergman | Södertälje Publik: 4 582 Domare: Christoffer Karlsson, David Bergman |
| 16:00 | 16:00        |                              |                              |                              | Södertälje Publik: 4 582 Domare: Christoffer Karlsson, David Bergman | Södertälje Publik: 4 582 Domare: Christoffer Karlsson, David Bergman |

| 2     | 16 mars 2013 | VIK Västerås HK                        | 2–1 (e.str.)                           | Timrå IK                               | ABB Arena                                                 |                                                           |
| 16:00 | 16:00        | (0–1, 1–0, 0–0, 0–0, 1–0) Matchrapport | (0–1, 1–0, 0–0, 0–0, 1–0) Matchrapport | (0–1, 1–0, 0–0, 0–0, 1–0) Matchrapport | Västerås Publik: 4 902 Domare: Pehr Claesson, Mikael Holm | Västerås Publik: 4 902 Domare: Pehr Claesson, Mikael Holm |
| 16:00 | 16:00        |                                        |                                        |                                        | Västerås Publik: 4 902 Domare: Pehr Claesson, Mikael Holm | Västerås Publik: 4 902 Domare: Pehr Claesson, Mikael Holm |
| 16:00 | 16:00        |                                        |                                        |                                        | Västerås Publik: 4 902 Domare: Pehr Claesson, Mikael Holm | Västerås Publik: 4 902 Domare: Pehr Claesson, Mikael Holm |
| 16:00 | 16:00        |                                        |                                        |                                        | Västerås Publik: 4 902 Domare: Pehr Claesson, Mikael Holm | Västerås Publik: 4 902 Domare: Pehr Claesson, Mikael Holm |
| 16:00 | 16:00        |                                        |                                        |                                        | Västerås Publik: 4 902 Domare: Pehr Claesson, Mikael Holm | Västerås Publik: 4 902 Domare: Pehr Claesson, Mikael Holm |
| 16:00 | 16:00        |                                        |                                        |                                        | Västerås Publik: 4 902 Domare: Pehr Claesson, Mikael Holm | Västerås Publik: 4 902 Domare: Pehr Claesson, Mikael Holm |

| 2     | 16 mars 2013 | Örebro HK                    | 5–2                          | Leksands IF                  | Behrn Arena                                                   |                                                               |
| 18:30 | 18:30        | (0–2, 2–0, 3–0) Matchrapport | (0–2, 2–0, 3–0) Matchrapport | (0–2, 2–0, 3–0) Matchrapport | Örebro Publik: 5 065 Domare: Shane Warschaw, Mikael Andersson | Örebro Publik: 5 065 Domare: Shane Warschaw, Mikael Andersson |
| 18:30 | 18:30        |                              |                              |                              | Örebro Publik: 5 065 Domare: Shane Warschaw, Mikael Andersson | Örebro Publik: 5 065 Domare: Shane Warschaw, Mikael Andersson |
| 18:30 | 18:30        |                              |                              |                              | Örebro Publik: 5 065 Domare: Shane Warschaw, Mikael Andersson | Örebro Publik: 5 065 Domare: Shane Warschaw, Mikael Andersson |
| 18:30 | 18:30        |                              |                              |                              | Örebro Publik: 5 065 Domare: Shane Warschaw, Mikael Andersson | Örebro Publik: 5 065 Domare: Shane Warschaw, Mikael Andersson |
| 18:30 | 18:30        |                              |                              |                              | Örebro Publik: 5 065 Domare: Shane Warschaw, Mikael Andersson | Örebro Publik: 5 065 Domare: Shane Warschaw, Mikael Andersson |
| 18:30 | 18:30        |                              |                              |                              | Örebro Publik: 5 065 Domare: Shane Warschaw, Mikael Andersson | Örebro Publik: 5 065 Domare: Shane Warschaw, Mikael Andersson |

Omgång 3
| 3     | 19 mars 2013 | Timrå IK                     | 4–1                          | Södertälje SK                | Eon Arena                                                |                                                          |
| 19:00 | 19:00        | (1–0, 0–0, 3–1) Matchrapport | (1–0, 0–0, 3–1) Matchrapport | (1–0, 0–0, 3–1) Matchrapport | Timrå Publik: 4 266 Domare: Marcus Linde, Shane Warschaw | Timrå Publik: 4 266 Domare: Marcus Linde, Shane Warschaw |
| 19:00 | 19:00        |                              |                              |                              | Timrå Publik: 4 266 Domare: Marcus Linde, Shane Warschaw | Timrå Publik: 4 266 Domare: Marcus Linde, Shane Warschaw |
| 19:00 | 19:00        |                              |                              |                              | Timrå Publik: 4 266 Domare: Marcus Linde, Shane Warschaw | Timrå Publik: 4 266 Domare: Marcus Linde, Shane Warschaw |
| 19:00 | 19:00        |                              |                              |                              | Timrå Publik: 4 266 Domare: Marcus Linde, Shane Warschaw | Timrå Publik: 4 266 Domare: Marcus Linde, Shane Warschaw |
| 19:00 | 19:00        |                              |                              |                              | Timrå Publik: 4 266 Domare: Marcus Linde, Shane Warschaw | Timrå Publik: 4 266 Domare: Marcus Linde, Shane Warschaw |
| 19:00 | 19:00        |                              |                              |                              | Timrå Publik: 4 266 Domare: Marcus Linde, Shane Warschaw | Timrå Publik: 4 266 Domare: Marcus Linde, Shane Warschaw |

| 3     | 19 mars 2013 | Rögle BK                     | 0–4                          | Leksands IF                  | Lindab Arena                                                |                                                             |
| 19:00 | 19:00        | (0–2, 0–1, 0–1) Matchrapport | (0–2, 0–1, 0–1) Matchrapport | (0–2, 0–1, 0–1) Matchrapport | Ängelholm Publik: 4 651 Domare: Linus Öhlund, Pehr Claesson | Ängelholm Publik: 4 651 Domare: Linus Öhlund, Pehr Claesson |
| 19:00 | 19:00        |                              |                              |                              | Ängelholm Publik: 4 651 Domare: Linus Öhlund, Pehr Claesson | Ängelholm Publik: 4 651 Domare: Linus Öhlund, Pehr Claesson |
| 19:00 | 19:00        |                              |                              |                              | Ängelholm Publik: 4 651 Domare: Linus Öhlund, Pehr Claesson | Ängelholm Publik: 4 651 Domare: Linus Öhlund, Pehr Claesson |
| 19:00 | 19:00        |                              |                              |                              | Ängelholm Publik: 4 651 Domare: Linus Öhlund, Pehr Claesson | Ängelholm Publik: 4 651 Domare: Linus Öhlund, Pehr Claesson |
| 19:00 | 19:00        |                              |                              |                              | Ängelholm Publik: 4 651 Domare: Linus Öhlund, Pehr Claesson | Ängelholm Publik: 4 651 Domare: Linus Öhlund, Pehr Claesson |
| 19:00 | 19:00        |                              |                              |                              | Ängelholm Publik: 4 651 Domare: Linus Öhlund, Pehr Claesson | Ängelholm Publik: 4 651 Domare: Linus Öhlund, Pehr Claesson |

| 3     | 19 mars 2013 | VIK Västerås HK              | 0–1                          | Örebro HK                    | ABB Arena                                                        |                                                                  |
| 19:00 | 19:00        | (0–0, 0–1, 0–0) Matchrapport | (0–0, 0–1, 0–0) Matchrapport | (0–0, 0–1, 0–0) Matchrapport | Västerås Publik: 4 590 Domare: Andreas Harnebring, David Bergman | Västerås Publik: 4 590 Domare: Andreas Harnebring, David Bergman |
| 19:00 | 19:00        |                              |                              |                              | Västerås Publik: 4 590 Domare: Andreas Harnebring, David Bergman | Västerås Publik: 4 590 Domare: Andreas Harnebring, David Bergman |
| 19:00 | 19:00        |                              |                              |                              | Västerås Publik: 4 590 Domare: Andreas Harnebring, David Bergman | Västerås Publik: 4 590 Domare: Andreas Harnebring, David Bergman |
| 19:00 | 19:00        |                              |                              |                              | Västerås Publik: 4 590 Domare: Andreas Harnebring, David Bergman | Västerås Publik: 4 590 Domare: Andreas Harnebring, David Bergman |
| 19:00 | 19:00        |                              |                              |                              | Västerås Publik: 4 590 Domare: Andreas Harnebring, David Bergman | Västerås Publik: 4 590 Domare: Andreas Harnebring, David Bergman |
| 19:00 | 19:00        |                              |                              |                              | Västerås Publik: 4 590 Domare: Andreas Harnebring, David Bergman | Västerås Publik: 4 590 Domare: Andreas Harnebring, David Bergman |

Omgång 4
| 4     | 21 mars 2013 | Leksands IF                  | 6–2                          | Timrå IK                     | Tegera Arena                                                         |                                                                      |
| 19:00 | 19:00        | (3–1, 2–1, 1–0) Matchrapport | (3–1, 2–1, 1–0) Matchrapport | (3–1, 2–1, 1–0) Matchrapport | Leksand Publik: 7 650 Domare: Christoffer Karlsson, Mikael Andersson | Leksand Publik: 7 650 Domare: Christoffer Karlsson, Mikael Andersson |
| 19:00 | 19:00        |                              |                              |                              | Leksand Publik: 7 650 Domare: Christoffer Karlsson, Mikael Andersson | Leksand Publik: 7 650 Domare: Christoffer Karlsson, Mikael Andersson |
| 19:00 | 19:00        |                              |                              |                              | Leksand Publik: 7 650 Domare: Christoffer Karlsson, Mikael Andersson | Leksand Publik: 7 650 Domare: Christoffer Karlsson, Mikael Andersson |
| 19:00 | 19:00        |                              |                              |                              | Leksand Publik: 7 650 Domare: Christoffer Karlsson, Mikael Andersson | Leksand Publik: 7 650 Domare: Christoffer Karlsson, Mikael Andersson |
| 19:00 | 19:00        |                              |                              |                              | Leksand Publik: 7 650 Domare: Christoffer Karlsson, Mikael Andersson | Leksand Publik: 7 650 Domare: Christoffer Karlsson, Mikael Andersson |
| 19:00 | 19:00        |                              |                              |                              | Leksand Publik: 7 650 Domare: Christoffer Karlsson, Mikael Andersson | Leksand Publik: 7 650 Domare: Christoffer Karlsson, Mikael Andersson |

| 4     | 21 mars 2013 | Södertälje SK                | 3–2                          | VIK Västerås HK              | AXA Sports Center                                          |                                                            |
| 19:00 | 19:00        | (1–0, 1–2, 1–0) Matchrapport | (1–0, 1–2, 1–0) Matchrapport | (1–0, 1–2, 1–0) Matchrapport | Södertälje Publik: 3 538 Domare: Marcus Linde, Mikael Holm | Södertälje Publik: 3 538 Domare: Marcus Linde, Mikael Holm |
| 19:00 | 19:00        |                              |                              |                              | Södertälje Publik: 3 538 Domare: Marcus Linde, Mikael Holm | Södertälje Publik: 3 538 Domare: Marcus Linde, Mikael Holm |
| 19:00 | 19:00        |                              |                              |                              | Södertälje Publik: 3 538 Domare: Marcus Linde, Mikael Holm | Södertälje Publik: 3 538 Domare: Marcus Linde, Mikael Holm |
| 19:00 | 19:00        |                              |                              |                              | Södertälje Publik: 3 538 Domare: Marcus Linde, Mikael Holm | Södertälje Publik: 3 538 Domare: Marcus Linde, Mikael Holm |
| 19:00 | 19:00        |                              |                              |                              | Södertälje Publik: 3 538 Domare: Marcus Linde, Mikael Holm | Södertälje Publik: 3 538 Domare: Marcus Linde, Mikael Holm |
| 19:00 | 19:00        |                              |                              |                              | Södertälje Publik: 3 538 Domare: Marcus Linde, Mikael Holm | Södertälje Publik: 3 538 Domare: Marcus Linde, Mikael Holm |

| 4     | 21 mars 2013 | Örebro HK                    | 2–0                          | Rögle BK                     | Behrn Arena                                                   |                                                               |
| 19:00 | 19:00        | (1–0, 0–0, 1–0) Matchrapport | (1–0, 0–0, 1–0) Matchrapport | (1–0, 0–0, 1–0) Matchrapport | Örebro Publik: 4 172 Domare: Linus Öhlund, Andreas Harnebring | Örebro Publik: 4 172 Domare: Linus Öhlund, Andreas Harnebring |
| 19:00 | 19:00        |                              |                              |                              | Örebro Publik: 4 172 Domare: Linus Öhlund, Andreas Harnebring | Örebro Publik: 4 172 Domare: Linus Öhlund, Andreas Harnebring |
| 19:00 | 19:00        |                              |                              |                              | Örebro Publik: 4 172 Domare: Linus Öhlund, Andreas Harnebring | Örebro Publik: 4 172 Domare: Linus Öhlund, Andreas Harnebring |
| 19:00 | 19:00        |                              |                              |                              | Örebro Publik: 4 172 Domare: Linus Öhlund, Andreas Harnebring | Örebro Publik: 4 172 Domare: Linus Öhlund, Andreas Harnebring |
| 19:00 | 19:00        |                              |                              |                              | Örebro Publik: 4 172 Domare: Linus Öhlund, Andreas Harnebring | Örebro Publik: 4 172 Domare: Linus Öhlund, Andreas Harnebring |
| 19:00 | 19:00        |                              |                              |                              | Örebro Publik: 4 172 Domare: Linus Öhlund, Andreas Harnebring | Örebro Publik: 4 172 Domare: Linus Öhlund, Andreas Harnebring |

Omgång 5
| 5     | 23 mars 2013 | Timrå IK                     | 3–5                          | Rögle BK                     | Eon Arena                                               |                                                         |
| 18:30 | 18:30        | (0–3, 3–1, 0–1) Matchrapport | (0–3, 3–1, 0–1) Matchrapport | (0–3, 3–1, 0–1) Matchrapport | Timrå Publik: 4 375 Domare: David Bergman, Marcus Linde | Timrå Publik: 4 375 Domare: David Bergman, Marcus Linde |
| 18:30 | 18:30        |                              |                              |                              | Timrå Publik: 4 375 Domare: David Bergman, Marcus Linde | Timrå Publik: 4 375 Domare: David Bergman, Marcus Linde |
| 18:30 | 18:30        |                              |                              |                              | Timrå Publik: 4 375 Domare: David Bergman, Marcus Linde | Timrå Publik: 4 375 Domare: David Bergman, Marcus Linde |
| 18:30 | 18:30        |                              |                              |                              | Timrå Publik: 4 375 Domare: David Bergman, Marcus Linde | Timrå Publik: 4 375 Domare: David Bergman, Marcus Linde |
| 18:30 | 18:30        |                              |                              |                              | Timrå Publik: 4 375 Domare: David Bergman, Marcus Linde | Timrå Publik: 4 375 Domare: David Bergman, Marcus Linde |
| 18:30 | 18:30        |                              |                              |                              | Timrå Publik: 4 375 Domare: David Bergman, Marcus Linde | Timrå Publik: 4 375 Domare: David Bergman, Marcus Linde |

| 5     | 23 mars 2013 | Södertälje SK                | 2–3                          | Örebro HK                    | AXA Sports Center                                            |                                                              |
| 16:00 | 16:00        | (0–1, 1–1, 1–1) Matchrapport | (0–1, 1–1, 1–1) Matchrapport | (0–1, 1–1, 1–1) Matchrapport | Södertälje Publik: 4 255 Domare: Shane Warschaw, Mikael Nord | Södertälje Publik: 4 255 Domare: Shane Warschaw, Mikael Nord |
| 16:00 | 16:00        |                              |                              |                              | Södertälje Publik: 4 255 Domare: Shane Warschaw, Mikael Nord | Södertälje Publik: 4 255 Domare: Shane Warschaw, Mikael Nord |
| 16:00 | 16:00        |                              |                              |                              | Södertälje Publik: 4 255 Domare: Shane Warschaw, Mikael Nord | Södertälje Publik: 4 255 Domare: Shane Warschaw, Mikael Nord |
| 16:00 | 16:00        |                              |                              |                              | Södertälje Publik: 4 255 Domare: Shane Warschaw, Mikael Nord | Södertälje Publik: 4 255 Domare: Shane Warschaw, Mikael Nord |
| 16:00 | 16:00        |                              |                              |                              | Södertälje Publik: 4 255 Domare: Shane Warschaw, Mikael Nord | Södertälje Publik: 4 255 Domare: Shane Warschaw, Mikael Nord |
| 16:00 | 16:00        |                              |                              |                              | Södertälje Publik: 4 255 Domare: Shane Warschaw, Mikael Nord | Södertälje Publik: 4 255 Domare: Shane Warschaw, Mikael Nord |

| 5     | 23 mars 2013 | VIK Västerås HK              | 1–3                          | Leksands IF                  | ABB Arena                                                   |                                                             |
| 16:00 | 16:00        | (1–1, 0–1, 0–1) Matchrapport | (1–1, 0–1, 0–1) Matchrapport | (1–1, 0–1, 0–1) Matchrapport | Västerås Publik: 4 902 Domare: Pehr Claesson, Sören Persson | Västerås Publik: 4 902 Domare: Pehr Claesson, Sören Persson |
| 16:00 | 16:00        |                              |                              |                              | Västerås Publik: 4 902 Domare: Pehr Claesson, Sören Persson | Västerås Publik: 4 902 Domare: Pehr Claesson, Sören Persson |
| 16:00 | 16:00        |                              |                              |                              | Västerås Publik: 4 902 Domare: Pehr Claesson, Sören Persson | Västerås Publik: 4 902 Domare: Pehr Claesson, Sören Persson |
| 16:00 | 16:00        |                              |                              |                              | Västerås Publik: 4 902 Domare: Pehr Claesson, Sören Persson | Västerås Publik: 4 902 Domare: Pehr Claesson, Sören Persson |
| 16:00 | 16:00        |                              |                              |                              | Västerås Publik: 4 902 Domare: Pehr Claesson, Sören Persson | Västerås Publik: 4 902 Domare: Pehr Claesson, Sören Persson |
| 16:00 | 16:00        |                              |                              |                              | Västerås Publik: 4 902 Domare: Pehr Claesson, Sören Persson | Västerås Publik: 4 902 Domare: Pehr Claesson, Sören Persson |

Omgång 6
| 6     | 26 mars 2013 | Rögle BK                     | 0–1                          | Timrå IK                     | Lindab Arena                                                         |                                                                      |
| 19:00 | 19:00        | (0–1, 0–0, 0–0) Matchrapport | (0–1, 0–0, 0–0) Matchrapport | (0–1, 0–0, 0–0) Matchrapport | Ängelholm Publik: 3 744 Domare: Christoffer Karlsson, Patrik Sjöberg | Ängelholm Publik: 3 744 Domare: Christoffer Karlsson, Patrik Sjöberg |
| 19:00 | 19:00        |                              |                              |                              | Ängelholm Publik: 3 744 Domare: Christoffer Karlsson, Patrik Sjöberg | Ängelholm Publik: 3 744 Domare: Christoffer Karlsson, Patrik Sjöberg |
| 19:00 | 19:00        |                              |                              |                              | Ängelholm Publik: 3 744 Domare: Christoffer Karlsson, Patrik Sjöberg | Ängelholm Publik: 3 744 Domare: Christoffer Karlsson, Patrik Sjöberg |
| 19:00 | 19:00        |                              |                              |                              | Ängelholm Publik: 3 744 Domare: Christoffer Karlsson, Patrik Sjöberg | Ängelholm Publik: 3 744 Domare: Christoffer Karlsson, Patrik Sjöberg |
| 19:00 | 19:00        |                              |                              |                              | Ängelholm Publik: 3 744 Domare: Christoffer Karlsson, Patrik Sjöberg | Ängelholm Publik: 3 744 Domare: Christoffer Karlsson, Patrik Sjöberg |
| 19:00 | 19:00        |                              |                              |                              | Ängelholm Publik: 3 744 Domare: Christoffer Karlsson, Patrik Sjöberg | Ängelholm Publik: 3 744 Domare: Christoffer Karlsson, Patrik Sjöberg |

| 6     | 26 mars 2013 | Leksands IF                  | 4–1                          | VIK Västerås HK              | Tegera Arena                                                 |                                                              |
| 19:00 | 19:00        | (1–0, 0–1, 3–0) Matchrapport | (1–0, 0–1, 3–0) Matchrapport | (1–0, 0–1, 3–0) Matchrapport | Leksand Publik: 7 650 Domare: Linus Öhlund, Thomas Andersson | Leksand Publik: 7 650 Domare: Linus Öhlund, Thomas Andersson |
| 19:00 | 19:00        |                              |                              |                              | Leksand Publik: 7 650 Domare: Linus Öhlund, Thomas Andersson | Leksand Publik: 7 650 Domare: Linus Öhlund, Thomas Andersson |
| 19:00 | 19:00        |                              |                              |                              | Leksand Publik: 7 650 Domare: Linus Öhlund, Thomas Andersson | Leksand Publik: 7 650 Domare: Linus Öhlund, Thomas Andersson |
| 19:00 | 19:00        |                              |                              |                              | Leksand Publik: 7 650 Domare: Linus Öhlund, Thomas Andersson | Leksand Publik: 7 650 Domare: Linus Öhlund, Thomas Andersson |
| 19:00 | 19:00        |                              |                              |                              | Leksand Publik: 7 650 Domare: Linus Öhlund, Thomas Andersson | Leksand Publik: 7 650 Domare: Linus Öhlund, Thomas Andersson |
| 19:00 | 19:00        |                              |                              |                              | Leksand Publik: 7 650 Domare: Linus Öhlund, Thomas Andersson | Leksand Publik: 7 650 Domare: Linus Öhlund, Thomas Andersson |

| 6     | 26 mars 2013 | Örebro HK                    | 3–0                          | Södertälje SK                | Behrn Arena                                                |                                                            |
| 19:00 | 19:00        | (0–0, 2–0, 1–0) Matchrapport | (0–0, 2–0, 1–0) Matchrapport | (0–0, 2–0, 1–0) Matchrapport | Örebro Publik: 5 208 Domare: Mikael Holm, Mikael Andersson | Örebro Publik: 5 208 Domare: Mikael Holm, Mikael Andersson |
| 19:00 | 19:00        |                              |                              |                              | Örebro Publik: 5 208 Domare: Mikael Holm, Mikael Andersson | Örebro Publik: 5 208 Domare: Mikael Holm, Mikael Andersson |
| 19:00 | 19:00        |                              |                              |                              | Örebro Publik: 5 208 Domare: Mikael Holm, Mikael Andersson | Örebro Publik: 5 208 Domare: Mikael Holm, Mikael Andersson |
| 19:00 | 19:00        |                              |                              |                              | Örebro Publik: 5 208 Domare: Mikael Holm, Mikael Andersson | Örebro Publik: 5 208 Domare: Mikael Holm, Mikael Andersson |
| 19:00 | 19:00        |                              |                              |                              | Örebro Publik: 5 208 Domare: Mikael Holm, Mikael Andersson | Örebro Publik: 5 208 Domare: Mikael Holm, Mikael Andersson |
| 19:00 | 19:00        |                              |                              |                              | Örebro Publik: 5 208 Domare: Mikael Holm, Mikael Andersson | Örebro Publik: 5 208 Domare: Mikael Holm, Mikael Andersson |

Omgång 7
| 7     | 28 mars 2013 | Timrå IK                     | 3–8                          | Leksands IF                  | Eon Arena                                                |                                                          |
| 19:00 | 19:00        | (1–0, 1–3, 1–5) Matchrapport | (1–0, 1–3, 1–5) Matchrapport | (1–0, 1–3, 1–5) Matchrapport | Timrå Publik: 5 624 Domare: Pehr Claesson, Sören Persson | Timrå Publik: 5 624 Domare: Pehr Claesson, Sören Persson |
| 19:00 | 19:00        |                              |                              |                              | Timrå Publik: 5 624 Domare: Pehr Claesson, Sören Persson | Timrå Publik: 5 624 Domare: Pehr Claesson, Sören Persson |
| 19:00 | 19:00        |                              |                              |                              | Timrå Publik: 5 624 Domare: Pehr Claesson, Sören Persson | Timrå Publik: 5 624 Domare: Pehr Claesson, Sören Persson |
| 19:00 | 19:00        |                              |                              |                              | Timrå Publik: 5 624 Domare: Pehr Claesson, Sören Persson | Timrå Publik: 5 624 Domare: Pehr Claesson, Sören Persson |
| 19:00 | 19:00        |                              |                              |                              | Timrå Publik: 5 624 Domare: Pehr Claesson, Sören Persson | Timrå Publik: 5 624 Domare: Pehr Claesson, Sören Persson |
| 19:00 | 19:00        |                              |                              |                              | Timrå Publik: 5 624 Domare: Pehr Claesson, Sören Persson | Timrå Publik: 5 624 Domare: Pehr Claesson, Sören Persson |

| 7     | 28 mars 2013 | Rögle BK                     | 2–5                          | Örebro HK                    | Lindab Arena                                                |                                                             |
| 19:00 | 19:00        | (0–2, 0–3, 2–0) Matchrapport | (0–2, 0–3, 2–0) Matchrapport | (0–2, 0–3, 2–0) Matchrapport | Ängelholm Publik: 2 356 Domare: Marcus Linde, David Bergman | Ängelholm Publik: 2 356 Domare: Marcus Linde, David Bergman |
| 19:00 | 19:00        |                              |                              |                              | Ängelholm Publik: 2 356 Domare: Marcus Linde, David Bergman | Ängelholm Publik: 2 356 Domare: Marcus Linde, David Bergman |
| 19:00 | 19:00        |                              |                              |                              | Ängelholm Publik: 2 356 Domare: Marcus Linde, David Bergman | Ängelholm Publik: 2 356 Domare: Marcus Linde, David Bergman |
| 19:00 | 19:00        |                              |                              |                              | Ängelholm Publik: 2 356 Domare: Marcus Linde, David Bergman | Ängelholm Publik: 2 356 Domare: Marcus Linde, David Bergman |
| 19:00 | 19:00        |                              |                              |                              | Ängelholm Publik: 2 356 Domare: Marcus Linde, David Bergman | Ängelholm Publik: 2 356 Domare: Marcus Linde, David Bergman |
| 19:00 | 19:00        |                              |                              |                              | Ängelholm Publik: 2 356 Domare: Marcus Linde, David Bergman | Ängelholm Publik: 2 356 Domare: Marcus Linde, David Bergman |

| 7     | 28 mars 2013 | VIK Västerås HK              | 1–0                          | Södertälje SK                | ABB Arena                                                  |                                                            |
| 19:00 | 19:00        | (0–0, 0–0, 1–0) Matchrapport | (0–0, 0–0, 1–0) Matchrapport | (0–0, 0–0, 1–0) Matchrapport | Västerås Publik: 2 631 Domare: Shane Warschaw, Mikael Nord | Västerås Publik: 2 631 Domare: Shane Warschaw, Mikael Nord |
| 19:00 | 19:00        |                              |                              |                              | Västerås Publik: 2 631 Domare: Shane Warschaw, Mikael Nord | Västerås Publik: 2 631 Domare: Shane Warschaw, Mikael Nord |
| 19:00 | 19:00        |                              |                              |                              | Västerås Publik: 2 631 Domare: Shane Warschaw, Mikael Nord | Västerås Publik: 2 631 Domare: Shane Warschaw, Mikael Nord |
| 19:00 | 19:00        |                              |                              |                              | Västerås Publik: 2 631 Domare: Shane Warschaw, Mikael Nord | Västerås Publik: 2 631 Domare: Shane Warschaw, Mikael Nord |
| 19:00 | 19:00        |                              |                              |                              | Västerås Publik: 2 631 Domare: Shane Warschaw, Mikael Nord | Västerås Publik: 2 631 Domare: Shane Warschaw, Mikael Nord |
| 19:00 | 19:00        |                              |                              |                              | Västerås Publik: 2 631 Domare: Shane Warschaw, Mikael Nord | Västerås Publik: 2 631 Domare: Shane Warschaw, Mikael Nord |

Omgång 8
| 8     | 30 mars 2013 | Leksands IF                  | 3–1                          | Rögle BK                     | Tegera Arena                                            |                                                         |
| 16:00 | 16:00        | (2–0, 0–1, 1–0) Matchrapport | (2–0, 0–1, 1–0) Matchrapport | (2–0, 0–1, 1–0) Matchrapport | Leksand Publik: 7 650 Domare: Mikael Holm, Tobias Björk | Leksand Publik: 7 650 Domare: Mikael Holm, Tobias Björk |
| 16:00 | 16:00        |                              |                              |                              | Leksand Publik: 7 650 Domare: Mikael Holm, Tobias Björk | Leksand Publik: 7 650 Domare: Mikael Holm, Tobias Björk |
| 16:00 | 16:00        |                              |                              |                              | Leksand Publik: 7 650 Domare: Mikael Holm, Tobias Björk | Leksand Publik: 7 650 Domare: Mikael Holm, Tobias Björk |
| 16:00 | 16:00        |                              |                              |                              | Leksand Publik: 7 650 Domare: Mikael Holm, Tobias Björk | Leksand Publik: 7 650 Domare: Mikael Holm, Tobias Björk |
| 16:00 | 16:00        |                              |                              |                              | Leksand Publik: 7 650 Domare: Mikael Holm, Tobias Björk | Leksand Publik: 7 650 Domare: Mikael Holm, Tobias Björk |
| 16:00 | 16:00        |                              |                              |                              | Leksand Publik: 7 650 Domare: Mikael Holm, Tobias Björk | Leksand Publik: 7 650 Domare: Mikael Holm, Tobias Björk |

| 8     | 30 mars 2013 | Södertälje SK                | 3–8                          | Timrå IK                     | AXA Sports Center                                            |                                                              |
| 16:00 | 16:00        | (1–4, 1–2, 1–2) Matchrapport | (1–4, 1–2, 1–2) Matchrapport | (1–4, 1–2, 1–2) Matchrapport | Södertälje Publik: 2 698 Domare: Linus Öhlund, Pehr Claesson | Södertälje Publik: 2 698 Domare: Linus Öhlund, Pehr Claesson |
| 16:00 | 16:00        |                              |                              |                              | Södertälje Publik: 2 698 Domare: Linus Öhlund, Pehr Claesson | Södertälje Publik: 2 698 Domare: Linus Öhlund, Pehr Claesson |
| 16:00 | 16:00        |                              |                              |                              | Södertälje Publik: 2 698 Domare: Linus Öhlund, Pehr Claesson | Södertälje Publik: 2 698 Domare: Linus Öhlund, Pehr Claesson |
| 16:00 | 16:00        |                              |                              |                              | Södertälje Publik: 2 698 Domare: Linus Öhlund, Pehr Claesson | Södertälje Publik: 2 698 Domare: Linus Öhlund, Pehr Claesson |
| 16:00 | 16:00        |                              |                              |                              | Södertälje Publik: 2 698 Domare: Linus Öhlund, Pehr Claesson | Södertälje Publik: 2 698 Domare: Linus Öhlund, Pehr Claesson |
| 16:00 | 16:00        |                              |                              |                              | Södertälje Publik: 2 698 Domare: Linus Öhlund, Pehr Claesson | Södertälje Publik: 2 698 Domare: Linus Öhlund, Pehr Claesson |

| 8     | 30 mars 2013 | Örebro HK                              | 5–4 (e.str.)                           | VIK Västerås HK                        | Behrn Arena                                                       |                                                                   |
| 16:00 | 16:00        | (2–1, 1–0, 1–3, 0–0, 1–0) Matchrapport | (2–1, 1–0, 1–3, 0–0, 1–0) Matchrapport | (2–1, 1–0, 1–3, 0–0, 1–0) Matchrapport | Örebro Publik: 4 906 Domare: Christoffer Karlsson, Shane Warschaw | Örebro Publik: 4 906 Domare: Christoffer Karlsson, Shane Warschaw |
| 16:00 | 16:00        |                                        |                                        |                                        | Örebro Publik: 4 906 Domare: Christoffer Karlsson, Shane Warschaw | Örebro Publik: 4 906 Domare: Christoffer Karlsson, Shane Warschaw |
| 16:00 | 16:00        |                                        |                                        |                                        | Örebro Publik: 4 906 Domare: Christoffer Karlsson, Shane Warschaw | Örebro Publik: 4 906 Domare: Christoffer Karlsson, Shane Warschaw |
| 16:00 | 16:00        |                                        |                                        |                                        | Örebro Publik: 4 906 Domare: Christoffer Karlsson, Shane Warschaw | Örebro Publik: 4 906 Domare: Christoffer Karlsson, Shane Warschaw |
| 16:00 | 16:00        |                                        |                                        |                                        | Örebro Publik: 4 906 Domare: Christoffer Karlsson, Shane Warschaw | Örebro Publik: 4 906 Domare: Christoffer Karlsson, Shane Warschaw |
| 16:00 | 16:00        |                                        |                                        |                                        | Örebro Publik: 4 906 Domare: Christoffer Karlsson, Shane Warschaw | Örebro Publik: 4 906 Domare: Christoffer Karlsson, Shane Warschaw |

Omgång 9
| 9     | 2 april 2013 | Timrå IK                     | 3–2                          | VIK Västerås HK              | Eon Arena                                                      |                                                                |
| 19:00 | 19:00        | (1–1, 2–0, 0–1) Matchrapport | (1–1, 2–0, 0–1) Matchrapport | (1–1, 2–0, 0–1) Matchrapport | Timrå Publik: 2 736 Domare: Thomas Andersson, Mikael Andersson | Timrå Publik: 2 736 Domare: Thomas Andersson, Mikael Andersson |
| 19:00 | 19:00        |                              |                              |                              | Timrå Publik: 2 736 Domare: Thomas Andersson, Mikael Andersson | Timrå Publik: 2 736 Domare: Thomas Andersson, Mikael Andersson |
| 19:00 | 19:00        |                              |                              |                              | Timrå Publik: 2 736 Domare: Thomas Andersson, Mikael Andersson | Timrå Publik: 2 736 Domare: Thomas Andersson, Mikael Andersson |
| 19:00 | 19:00        |                              |                              |                              | Timrå Publik: 2 736 Domare: Thomas Andersson, Mikael Andersson | Timrå Publik: 2 736 Domare: Thomas Andersson, Mikael Andersson |
| 19:00 | 19:00        |                              |                              |                              | Timrå Publik: 2 736 Domare: Thomas Andersson, Mikael Andersson | Timrå Publik: 2 736 Domare: Thomas Andersson, Mikael Andersson |
| 19:00 | 19:00        |                              |                              |                              | Timrå Publik: 2 736 Domare: Thomas Andersson, Mikael Andersson | Timrå Publik: 2 736 Domare: Thomas Andersson, Mikael Andersson |

| 9     | 2 april 2013 | Rögle BK                          | 3–2 (e.fl.)                       | Södertälje SK                     | Lindab Arena                                               |                                                            |
| 19:00 | 19:00        | (2–0, 0–1, 0–1, 1–0) Matchrapport | (2–0, 0–1, 0–1, 1–0) Matchrapport | (2–0, 0–1, 0–1, 1–0) Matchrapport | Ängelholm Publik: 2 188 Domare: Tobias Björk, Marcus Linde | Ängelholm Publik: 2 188 Domare: Tobias Björk, Marcus Linde |
| 19:00 | 19:00        |                                   |                                   |                                   | Ängelholm Publik: 2 188 Domare: Tobias Björk, Marcus Linde | Ängelholm Publik: 2 188 Domare: Tobias Björk, Marcus Linde |
| 19:00 | 19:00        |                                   |                                   |                                   | Ängelholm Publik: 2 188 Domare: Tobias Björk, Marcus Linde | Ängelholm Publik: 2 188 Domare: Tobias Björk, Marcus Linde |
| 19:00 | 19:00        |                                   |                                   |                                   | Ängelholm Publik: 2 188 Domare: Tobias Björk, Marcus Linde | Ängelholm Publik: 2 188 Domare: Tobias Björk, Marcus Linde |
| 19:00 | 19:00        |                                   |                                   |                                   | Ängelholm Publik: 2 188 Domare: Tobias Björk, Marcus Linde | Ängelholm Publik: 2 188 Domare: Tobias Björk, Marcus Linde |
| 19:00 | 19:00        |                                   |                                   |                                   | Ängelholm Publik: 2 188 Domare: Tobias Björk, Marcus Linde | Ängelholm Publik: 2 188 Domare: Tobias Björk, Marcus Linde |

| 9     | 2 april 2013 | Leksands IF                       | 1–2 (e.fl.)                       | Örebro HK                         | Tegera Arena                                                |                                                             |
| 19:00 | 19:00        | (1–0, 0–1, 0–0, 0–1) Matchrapport | (1–0, 0–1, 0–0, 0–1) Matchrapport | (1–0, 0–1, 0–0, 0–1) Matchrapport | Leksand Publik: 7 258 Domare: Patrik Sjöberg, David Bergman | Leksand Publik: 7 258 Domare: Patrik Sjöberg, David Bergman |
| 19:00 | 19:00        |                                   |                                   |                                   | Leksand Publik: 7 258 Domare: Patrik Sjöberg, David Bergman | Leksand Publik: 7 258 Domare: Patrik Sjöberg, David Bergman |
| 19:00 | 19:00        |                                   |                                   |                                   | Leksand Publik: 7 258 Domare: Patrik Sjöberg, David Bergman | Leksand Publik: 7 258 Domare: Patrik Sjöberg, David Bergman |
| 19:00 | 19:00        |                                   |                                   |                                   | Leksand Publik: 7 258 Domare: Patrik Sjöberg, David Bergman | Leksand Publik: 7 258 Domare: Patrik Sjöberg, David Bergman |
| 19:00 | 19:00        |                                   |                                   |                                   | Leksand Publik: 7 258 Domare: Patrik Sjöberg, David Bergman | Leksand Publik: 7 258 Domare: Patrik Sjöberg, David Bergman |
| 19:00 | 19:00        |                                   |                                   |                                   | Leksand Publik: 7 258 Domare: Patrik Sjöberg, David Bergman | Leksand Publik: 7 258 Domare: Patrik Sjöberg, David Bergman |

Omgång 10
| 10    | 5 april 2013 | Södertälje SK                | 3–2                          | Leksands IF                  | AXA Sports Center                                                   |                                                                     |
| 19:00 | 19:00        | (0–1, 2–1, 1–0) Matchrapport | (0–1, 2–1, 1–0) Matchrapport | (0–1, 2–1, 1–0) Matchrapport | Södertälje Publik: 5 058 Domare: Linus Öhlund, Christoffer Karlsson | Södertälje Publik: 5 058 Domare: Linus Öhlund, Christoffer Karlsson |
| 19:00 | 19:00        |                              |                              |                              | Södertälje Publik: 5 058 Domare: Linus Öhlund, Christoffer Karlsson | Södertälje Publik: 5 058 Domare: Linus Öhlund, Christoffer Karlsson |
| 19:00 | 19:00        |                              |                              |                              | Södertälje Publik: 5 058 Domare: Linus Öhlund, Christoffer Karlsson | Södertälje Publik: 5 058 Domare: Linus Öhlund, Christoffer Karlsson |
| 19:00 | 19:00        |                              |                              |                              | Södertälje Publik: 5 058 Domare: Linus Öhlund, Christoffer Karlsson | Södertälje Publik: 5 058 Domare: Linus Öhlund, Christoffer Karlsson |
| 19:00 | 19:00        |                              |                              |                              | Södertälje Publik: 5 058 Domare: Linus Öhlund, Christoffer Karlsson | Södertälje Publik: 5 058 Domare: Linus Öhlund, Christoffer Karlsson |
| 19:00 | 19:00        |                              |                              |                              | Södertälje Publik: 5 058 Domare: Linus Öhlund, Christoffer Karlsson | Södertälje Publik: 5 058 Domare: Linus Öhlund, Christoffer Karlsson |

| 10    | 5 april 2013 | VIK Västerås HK              | 3–1                          | Rögle BK                     | ABB Arena                                                  |                                                            |
| 19:00 | 19:00        | (1–0, 0–0, 2–1) Matchrapport | (1–0, 0–0, 2–1) Matchrapport | (1–0, 0–0, 2–1) Matchrapport | Västerås Publik: 2 564 Domare: Mikael Holm, Shane Warschaw | Västerås Publik: 2 564 Domare: Mikael Holm, Shane Warschaw |
| 19:00 | 19:00        |                              |                              |                              | Västerås Publik: 2 564 Domare: Mikael Holm, Shane Warschaw | Västerås Publik: 2 564 Domare: Mikael Holm, Shane Warschaw |
| 19:00 | 19:00        |                              |                              |                              | Västerås Publik: 2 564 Domare: Mikael Holm, Shane Warschaw | Västerås Publik: 2 564 Domare: Mikael Holm, Shane Warschaw |
| 19:00 | 19:00        |                              |                              |                              | Västerås Publik: 2 564 Domare: Mikael Holm, Shane Warschaw | Västerås Publik: 2 564 Domare: Mikael Holm, Shane Warschaw |
| 19:00 | 19:00        |                              |                              |                              | Västerås Publik: 2 564 Domare: Mikael Holm, Shane Warschaw | Västerås Publik: 2 564 Domare: Mikael Holm, Shane Warschaw |
| 19:00 | 19:00        |                              |                              |                              | Västerås Publik: 2 564 Domare: Mikael Holm, Shane Warschaw | Västerås Publik: 2 564 Domare: Mikael Holm, Shane Warschaw |

| 10    | 5 april 2013 | Örebro HK                              | 1–2 (e.str.)                           | Timrå IK                               | Behrn Arena                                                    |                                                                |
| 19:00 | 19:00        | (0–0, 1–0, 0–1, 0–0, 0–1) Matchrapport | (0–0, 1–0, 0–1, 0–0, 0–1) Matchrapport | (0–0, 1–0, 0–1, 0–0, 0–1) Matchrapport | Örebro Publik: 4 808 Domare: David Bergman, Andreas Harnebring | Örebro Publik: 4 808 Domare: David Bergman, Andreas Harnebring |
| 19:00 | 19:00        |                                        |                                        |                                        | Örebro Publik: 4 808 Domare: David Bergman, Andreas Harnebring | Örebro Publik: 4 808 Domare: David Bergman, Andreas Harnebring |
| 19:00 | 19:00        |                                        |                                        |                                        | Örebro Publik: 4 808 Domare: David Bergman, Andreas Harnebring | Örebro Publik: 4 808 Domare: David Bergman, Andreas Harnebring |
| 19:00 | 19:00        |                                        |                                        |                                        | Örebro Publik: 4 808 Domare: David Bergman, Andreas Harnebring | Örebro Publik: 4 808 Domare: David Bergman, Andreas Harnebring |
| 19:00 | 19:00        |                                        |                                        |                                        | Örebro Publik: 4 808 Domare: David Bergman, Andreas Harnebring | Örebro Publik: 4 808 Domare: David Bergman, Andreas Harnebring |
| 19:00 | 19:00        |                                        |                                        |                                        | Örebro Publik: 4 808 Domare: David Bergman, Andreas Harnebring | Örebro Publik: 4 808 Domare: David Bergman, Andreas Harnebring |

Statistik från Svenska ishockeyförbundet.